# Strecker-Taschenratte
Die Strecker-Taschenratte (Geomys streckeri) ist ein wenig erforschtes Nagetier aus der Gattung der Flachland-Taschenratten (Geomys). Sie ist im Südwesten von Texas endemisch.

## Systematik
Die Strecker-Taschenratte wurde ursprünglich 1940 von William B. Davis als Geomys personatus minor beschrieben. Da der Name Geomys minor jedoch bereits 1922 durch James W. Gidley für eine fossile Taschenrattenart vergeben wurde, wählte Davis 1943 den Ersatznamen Geomys streckeri, da sein ursprünglich gewählter Name zum ungültigen Juniorhomonym geworden war. Das Taxon wird häufig als Unterart der Texas-Taschenratte (Geomys personatus) angesehen. Studien aus den Jahren 2000 und 2006 kamen jedoch zu dem Ergebnis, dass die Strecker-Taschenratte mit der Attwater-Taschenratte (Geomys attwateri) ein Schwestertaxon bildet und unterstützen daher einen Artstatus. Das Artepitheton ehrt den US-amerikanischen Naturforscher John Kern Strecker (1875–1933).

## Merkmale
Die Strecker-Taschenratte erreicht eine Kopf-Rumpf-Länge von 120 bis 190 mm, eine Schwanzlänge von 75 bis 105 mm und ein Gewicht von 160 bis 185 g. Die Männchen sind gewöhnlich größer als die Weibchen. Die Strecker-Taschenratte gehört zu den kleinsten Arten der Gattung Geomys. Sie weist die typische lanzettförmige Körperform der Taschenratten auf und besitzt Felltaschen, die sich außen an den Wangenseiten befinden und nach außen stülpen lassen. Das Fell ist hell gelbbraun an der Oberseite und heller an der Unterseite. Die Vorderseite der oberen Schneidezähne hat eine große Mittelfurche, die von einer kleineren Furche entlang der Innenränder der Zähne umgeben ist. Der Karyotyp beträgt 2n=37.

## Verbreitung
Die Strecker-Taschenratte kommt nördlich des Rio Grande im Dimmit County und Zavala County, insbesondere jedoch am Carrizo Creek zwischen Crystal City und Carrizo Springs vor.

## Lebensraum und Lebensweise
Die Strecker-Taschenratte bewohnt Sandablagerungen fluvialen Ursprungs entlang Flussbetten in trockenen Buschlandlebensräumen. Die Lebensweise dieser Art ist nur wenig erforscht. Sie ernährt sich wahrscheinlich von Wurzeln, Knollen, Halmen, Blättern und anderem Pflanzenmaterial, das in der Umgebung des Bausystems verfügbar ist. Wie bei allen Taschenratten besteht das Bausystem aus einer Reihe von flachen Versorgungstunneln, die sich speichenförmig von einem tiefer gelegenen Zentralnetzwerk, das eine oder mehrere Nestkammern und mehrere kleinere Kammern für Nahrungsvorräte und Kotballen enthält, ausdehnen. Die Strecker-Taschenratte ist wahrscheinlich den ganzen Tag aktiv, mit einem Aktivitätsmaximum während der Abend- und der Morgendämmerung. Sie hält keinen Winterschlaf und ist das ganze Jahr aktiv. Die Strecker-Taschenratte ist wahrscheinlich ein Einzelgänger und verteidigt aggressiv ihr Revier. Die Individuen verlassen ihre Baue wahrscheinlich nur selten, was bedeutet, dass die Reviergrößen durch die Größe und die Ausdehnung der Bausysteme definiert sind. Über das Fortpflanzungsverhalten ist nichts bekannt.

## Status
Gefährdungen für diese Art sind bislang nicht bekannt, aber ihr kleines Verbreitungsgebiet von 250 bis 5000 Quadratkilometern macht sie anfällig für ungünstige Lebensraumveränderungen. Laut Roter Liste gefährdeter Arten der IUCN, wo sie als Unterart von Geomys personatus betrachtet wird, gilt sie aufgrund ihrer Anfälligkeit für die nachteiligen Auswirkungen von Lebensraumveränderungen durch die Landwirtschaft als gefährdet. Bei NatureServe erhielt sie den Status „vom Aussterben bedroht“ (critically imperilled).